# Dozimetria radiațiilor
Dozimetria radiațiilor reprezintă totalitatea metodelor de determinare cantitativă a dozelor de radiații în zonele în care există sau se presupune că există un câmp de radiații, cu scopul de a lua măsuri adecvate pentru protecția personalului ce își desfășoară activitatea în acea zonă.